# Puchar Europy Mistrzyń Krajowych siatkarek (1967/1968)
Puchar Europy Mistrzyń Krajowych 1968 – 8. sezon Pucharu Europy Mistrzyń Krajowych rozgrywanego od 1960 roku, organizowanego przez Europejską Konfederację Piłki Siatkowej (CEV) w ramach europejskich pucharów dla żeńskich klubowych zespołów siatkarskich "starego kontynentu".

## Drużyny uczestniczące
- Crvena zvezda Belgrad
- Dinamo Moskwa
- Slávia Bratysława
- Racing Paris
- DHFK Leipzig
- Reggio Emilia
- SL Benfica
- ÖMV Olympia Wiedeń
- CSKA Moskwa
- Lewski Sofia
- Rassim Pasha Stambuł
- Wisła Kraków
- VOG Antwerpen
- Dinamo Bukareszt

## Rozgrywki

### Runda 1/8
| Data       | Drużyna 1             | Wynik | Drużyna 2            | Sety                    |
| ---------- | --------------------- | ----- | -------------------- | ----------------------- |
| 18.01.1968 | Crvena Zvezda Belgrad | 1:3   | Dinamo Moskwa        | 9:15, 15:12, 15:0, 15:2 |
| 04.02.1968 | Crvena Zvezda Belgrad | 0:3   | Dinamo Moskwa        |                         |
|            |                       |       |                      |                         |
| 27.01.1968 | Slávia Bratysława     | 3:0   | Racing Paris         |                         |
|            | Slávia Bratysława     | :     | Racing Paris         |                         |
|            |                       |       |                      |                         |
| 21.01.1968 | DHFK Leipzig          | 3:0   | Reggio Emilia        |                         |
|            | DHFK Leipzig          | :     | Reggio Emilia        |                         |
|            |                       |       |                      |                         |
|            | SL Benfica            |       |                      |                         |
|            |                       |       |                      |                         |
| 21.01.1968 | ÖMV Olympia Wiedeń    | 0:3   | CSKA Moskwa          | 2:15, 4:15, 0:15        |
| 04.02.1968 | ÖMV Olympia Wiedeń    | 0:3   | CSKA Moskwa          |                         |
|            |                       |       |                      |                         |
|            | Lewski Sofia          | 3:0   | Rassim Pasha Stambuł | 15:0, 15:1, 15:0        |
| 09.02.1968 | Lewski Sofia          | 3:0   | Rassim Pasha Stambuł | 15:2, 15:1, 15:1        |
|            |                       |       |                      |                         |
| 26.01.1968 | Wisła Kraków          | 3:0   | VOG Antwerpen        |                         |
| 28.01.1968 | Wisła Kraków          | 3:0   | VOG Antwerpen        |                         |
|            |                       |       |                      |                         |
|            | Dinamo Bukareszt      |       |                      |                         |

### Ćwierćfinał
| Data       | Drużyna 1         | Wynik | Drużyna 2        | Sety                            |
| ---------- | ----------------- | ----- | ---------------- | ------------------------------- |
| 07.03.1968 | Slávia Bratysława | 1:3   | Dinamo Moskwa    | 15:13, 13:15, 6:15, 4:15        |
| 13.03.1968 | Slávia Bratysława | 0:3   | Dinamo Moskwa    | 8:15, 9:15, 9:15                |
|            |                   |       |                  |                                 |
| 17.03.1968 | SL Benfica        | 0:3   | DHFK Leipzig     | 11:15 2:15 6:15                 |
| 24.03.1968 | SL Benfica        | 0:3   | DHFK Leipzig     |                                 |
|            |                   |       |                  |                                 |
|            | CSKA Moskwa       | 3:0   | Lewski Sofia     | 15:4, 15:3, 15:2                |
| 21.03.1968 | CSKA Moskwa       | 3:2   | Lewski Sofia     | 15:0, 15:13, 8:15, 12:15, 16:14 |
|            |                   |       |                  |                                 |
| 10.03.1968 | Wisła Kraków      | 3:1   | Dinamo Bukareszt |                                 |
| 20.03.1968 | Wisła Kraków      | 0:3   | Dinamo Bukareszt | 6:15, 7:15, 12:15               |

### Półfinał
| Data       | Drużyna 1    | Wynik | Drużyna 2        | Sety                     |
| ---------- | ------------ | ----- | ---------------- | ------------------------ |
|            | DHFK Leipzig | 0:3   | Dinamo Moskwa    |                          |
|            | DHFK Leipzig | 1:3   | Dinamo Moskwa    | 15:11, 5:15, 11:15, 0:15 |
|            |              |       |                  |                          |
| 15.04.1968 | CSKA Moskwa  | 3:0   | Dinamo Bukareszt | 15:10, 15:6, 15:12       |
| 25.04.1968 | CSKA Moskwa  | 3:0   | Dinamo Bukareszt | 15:13, 15:10, 16:14      |

### Finał
| Data | Drużyna 1     | Wynik | Drużyna 2   | Sety              |
| ---- | ------------- | ----- | ----------- | ----------------- |
|      | Dinamo Moskwa | 3:0   | CSKA Moskwa | 15:11, 15:3, 15:3 |
|      | Dinamo Moskwa | 3:2   | CSKA Moskwa |                   |

## Klasyfikacja końcowa
| Miejsce | Drużyna          |
| ------- | ---------------- |
| złoto   | Dinamo Moskwa    |
| srebro  | CSKA Moskwa      |
| 3-4.    | DHFK Leipzig     |
| 3-4.    | Dinamo Bukareszt |